# 오병철
오병철(1958년 4월 13일 ~ 2005년 10월 30일)은 대한민국의 영화 감독이다. 중앙대학교 연극영화학과를 졸업하고 영화아카데미 1기를 수료하였다.
영화 <숲속의 방>(1992년)의 감독으로 영화계에 데뷔하였다. 소설가 공지영의 두 번째 남편으로, 1993년 공지영과 결혼하고 1995년 이혼하였다. 공지영의 소설 <무소의 뿔처럼 혼자서 가라>(1993년)를 출간 2년 후인 1995년에 영화화하였다. 
2005년 10월 30일 식도암으로 사망하였다. 유족으로는 시나리오 작가 배우자 엄민아, 아들 오승빈이 있다.

## 연출 작품
- 《숲속의 방》(1992년)
- 《무소의 뿔처럼 혼자서 가라》(1995년)
- 《순수》(2003년)
- 《이공》(2004년)